# For the Lions
For the Lions - album z coverami wydany grupy muzycznej Hatebreed wydany przez wytwórnię E1 Music.
Chociaż do muzyki Hatebreed wprowadzone zostały z biegiem czasu elementy hardcore i metalu, jednak to punk rock był tym, co zainspirowało Jameya Jastę i resztę do założenia kapeli we wczesnych latach 90. Na "For The Lions" znalazły się covery przedstawicieli wszystkich tych gatunków od Evil Minds D.R.I. i Hatebreeders zespołu Misfits (w końcu od tego tytułu pochodzi nazwa grupy) przez Shut Me Out Sick of It All, Suicidal Maniac Suicidal Tendencies do All I Had I Gave Crowbar i I'm In Pain Obituary. Ten album to obraz tego co ma wpływ na całą twórczość Hatebreed i skąd wywodzą się korzenie zespołu. Przed nagrywaniem tej płyty do zespołu powrócił jego pierwszy gitarzysta Wayne Lozinak, a za całokształt odpowiadał współpracujący z Hatebreed od lat Chris "Zeuss" Harris.

## Lista utworów
1. Ghosts Of War (Slayer) - 00:04:00
2. Suicidal Maniac (Suicidal Tendencies) - 00:03:06
3. Escape (Metallica) - 00:04:38
4. Hatebreeders (Misfits) - 00:02:51
5. Set It Off (Madball) - 00:02:37
6. Thirsty and Miserable (Black Flag) - 00:02:21
7. All I Had I Gave (Crowbar) - 00:03:15
8. Your Mistake (Agnostic Front) - 00:01:43
9. I'm In Pain (Obituary) - 00:04:11
10. It's The Limit (Cro-Mags) - 00:01:40
11. Refuse/Resist (Sepultura) - 00:03:07
12. Supertouch/Shitfit (Bad Brains) - 00:02:21
13. Evil Minds (Dirty Rotten Imbeciles) - 00:00:57
14. Shut Me Out (Sick of It All) - 00:02:14
15. Sick Of Talk (Negative Approach) - 00:00:38
16. Life Is Pain (Merauder) - 00:03:21
17. Hear Me (Judge) - 00:01:54
18. Boxed In (Subzero) - 00:02:59